# 松平忠弘
松平 忠弘（まつだいら ただひろ）は、江戸時代前期の大名。播磨国姫路藩主、出羽国山形藩主、下野国宇都宮藩主、陸奥国白河藩主。官位は従四位下・侍従。奥平松平家2代。

## 生涯

### 家督相続から転封
大和国郡山藩主・松平忠明の長男として誕生する。寛永21年（1644年）、父の死去により12歳で姫路藩18万石の家督を相続し、直後に弟に3万石を分地する。4年後、年少を理由に山形に転封を命じられるが、のちに宇都宮への転封となる。
この転封に忠弘の非はなく、宇都宮藩の前任・奥平昌能（忠弘の従兄・奥平忠昌の子）の家中不祥事である追腹一件・宇都宮興禅寺刃傷事件による。奥平家は忠弘の本家筋に当たり、寛文8年（1668年）に山形藩と入替転封となっている。宇都宮藩では領内の新田検地を行なったが、僅か13年の支配に終わったため、特段する治績はない。天和元年（1681年）に陸奥白河へ移封された。

### 白河騒動
宇都宮を経て白河に入封するが、白河藩時代に、忠弘の後継者をめぐって家臣団を巻き込む騒動が勃発する。
長男の鶴千代（長じて主税清照）の他にも3人の男子がいたと言われるが、いずれも夭逝しており、頼みの清照も健康面で不安があった。そこで次女・長福姫の婿の乗守（松平乗久の長男）を無理を承知で頼み込み、養嗣子として貰い受けた（忠尚）。だが、忠尚の子・仙千代が夭逝、さらに長福姫もその半年後に死去し、忠尚の存在価値は薄れた。50歳を過ぎた忠弘の跡目が定まらない深刻な事態は、家臣たちにも焦りを生んだ。しかも騒動の決め手となったのは、家督から遠ざけられていた清照に男子・斎宮（後の左膳忠雅）が誕生したことである。おかげで家臣は婿派と孫派に分裂し、白河騒動と呼ばれる対立関係にまで悪化した。家臣が続々と退去し、その総勢が93名に及んだという。
これが幕府の知るところとなる。忠弘の遠縁でもある老中・大久保忠朝は先んじて忠弘の家臣を呼びつけ、幕閣の正式決定が下る前に忠弘の自主的隠居を勧めている。だが、その後に決定された処分内容は、両派の首魁であった家老両名を遠島流罪、それだけに留まらず所領も召し上げという厳しいものであった。
翌月には決定が一部覆された。10万石への減封と山形への国替え処分に軽減されたため、改易の危機だけは免れた。父祖たちの忠勤、加えて神君家康の血統でもあった点が考慮されたものと考えられている。
騒動の責を重く受け止めて、忠弘は同時に隠居し、家督は孫の斎宮に継がせた。9歳の斎宮には5代将軍・徳川綱吉の拝謁と同時に、忠弘自身の隠居も承認されている。当家においては下総守が当主を示すものでもあるため、隠居後の忠弘は刑部大輔となった。

## 年表
- 1631年（寛永8年）：出生（11月8日）
- 1634年（寛永11年）：父に伴われて将軍徳川家光に拝謁。この時、印籠を下賜される。
- 1644年（正保元年）：家督相続（5月18日）
- 1648年（慶安元年）：出羽山形15万石に国替（6月14日）
- 1652年（慶安5年）：江戸藩邸で嫡男・鶴千代（のちの主税清照）が出生。（8月20日）
- 1668年（寛文8年）：下野宇都宮に国替（8月3日）
- 1681年（天和元年）：陸奥白河に国替（7月27日）
- 1692年（元禄5年）：減封のうえ山形10万石に国替（7月21日）、隠居
- 1700年（元禄13年）：死去、享年70

## 官階
- 1645年（正保2年）：従五位下・下総守
- 1653年（承応2年）：従四位下
- 1663年（寛文3年）：侍従

## 系譜
父母
- 松平忠明（父）
- 三好氏 ー 側室（母）

正室
- 藤姫 ー 細川忠利の娘

子女
- 松平清照（長男）
- 男子 ー 夭折
- 男子 ー 夭折
- 男子 ー 夭折
- 参子 ー 四条隆音室
- 松平武元室?
- 長福子 ー 松平忠尚正室
- 千代子 ー 大久保忠増正室
- 鍋子 ー 桑山一尹正室後に大沢基恒正室

養子
- 松平忠尚 ー 松平乗久の長男
- 松平忠雅 ー 松平清照の長男